# GHP Specialty Care
GHP Specialty Care AB är ett svenskt sjukvårdsföretag för öppen- och slutenvård med säte i Göteborg. 
GHP Specialty Care AB är verksamhet i Sverige, Danmark, Förenade Arabemiraten och Kuwait. I Sverige finns kliniker framför allt i Stockholm, Göteborg och Skåne.
GHP Specialty Care AB:s aktie var noterad sedan 2008 på Stockholmsbörsen. Den fanns på Small Cap-listan.
Företaget förvärvades av Capio och avlistades från Stockholmsbörsen den 20 maj 2022.